# Tobias Ludvigsson
Tobias Ludvigsson, född 22 februari 1991 i Huskvarna, är en svensk landsvägscyklist, som sedan år 2023 tävlar för lag Q36.5 Pro Cycling Team (PRT) från Schweiz.
Ludvigsson tog 2014 sina första proffssegrar när han vann både totalt och etapp 5 i etapploppet Étoile de Bessèges.

## Resultat - Landsväg

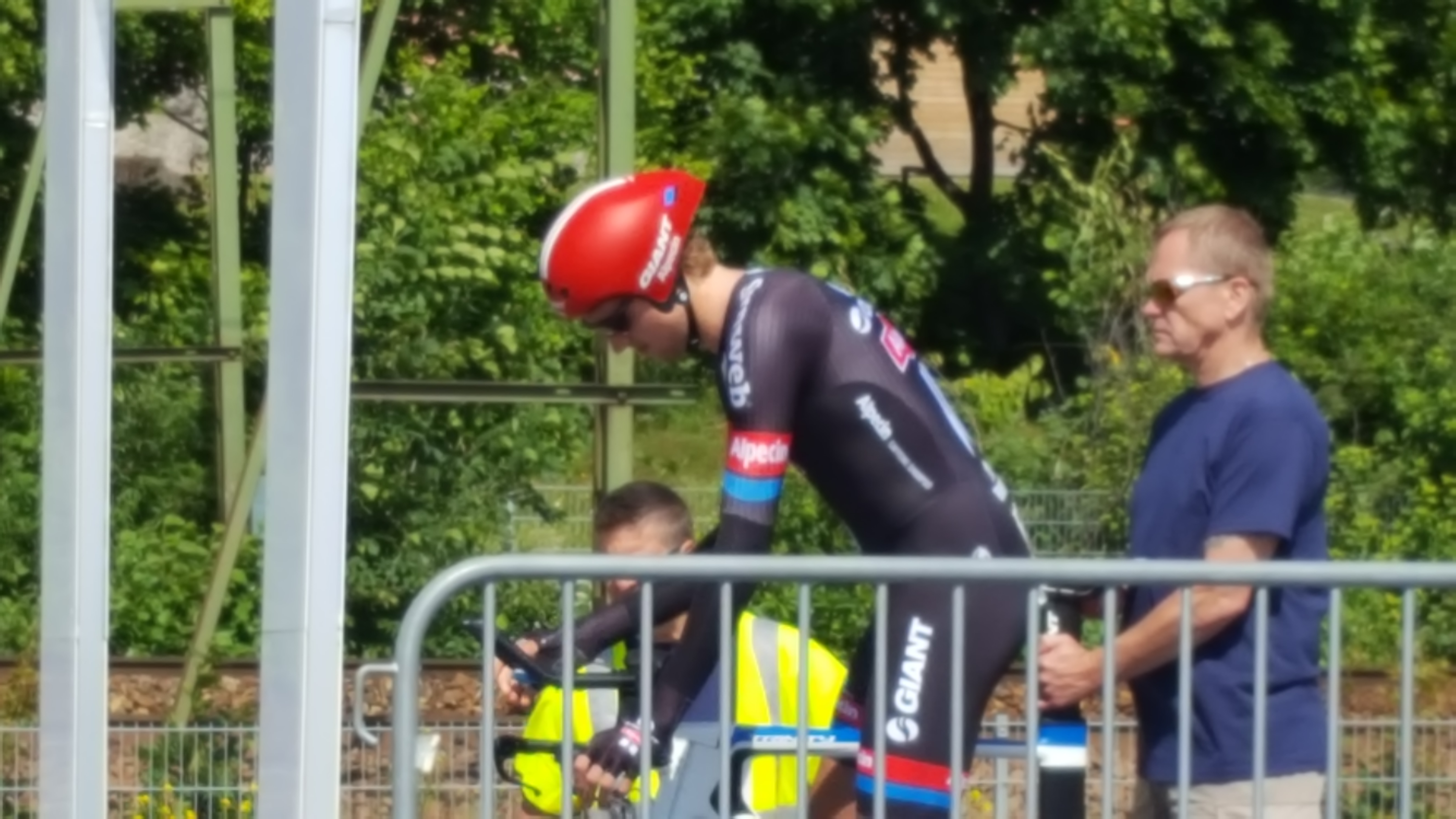
Tobias Ludvigsson inför starten av tempoloppet i svenska mästerskapet 2016.

2008
1:a Nationsmästerskapens tempolopp (Juniorer)
Nationsmästerskapen i mountainbike
1:a Tempo
1:a Cross country
1:a Stafett
2009
1:a Nationsmästerskapens tempolopp (Juniorer)
1:a Kinnekulleloppet (Juniorer)
5:a Totalt Tour de Himmelfart (Juniorer)
2010
2:a Totalt Tour of Jämtland
3:a Totalt Hammarö 3-dagars
1:a Etapp 2
2011
1:a Totalt Hammarö 3-dagars
1:a Etapp 1 & 3
1:a Prolog Tour de Normandie
1:a Etapp 4 Thüringen Rundfahrt U23
4:a Totalt Olympia's Tour
5:a La Côte Picarde
6:a Himmerland rundt
2012
2:a Nationsmästerskapens tempolopp
3:a Totalt Tour of Hainan
4:a Västboloppet
2013
1:a Västboloppet
2:a Nationsmästerskapens tempolopp
2:a Totalt Driedaagse van West-Vlaanderen
1:a Ungdomstävlingen
3:a Totalt Circuit de la Sarthe
1:a Ungdomstävlingen
2014
1:a  Totalt Étoile de Bessèges
1:a  Ungdomstävlingen
1:a Etapp 5 (ITT)
5:a Totalt Tour Méditerranéen
2015
3:a Nationsmästerskapens linjelopp
5:a Nationsmästerskapens tempolopp
2016
Höll  i Giro d'Italia efter etapperna 1–3
2:a Nationsmästerskapens tempolopp
2017
1:a  Nationsmästerskapens tempolopp
2018
1:a  Nationsmästerskapens tempolopp
2019
1:a  Nationsmästerskapens tempolopp
2:a Étoile de Bessèges